# آدا لوفلايس
آدا أوجستا كنغ، كونتيسة لفليس (بالإنجليزية: Augusta Ada King Byron, Countess of Lovelace) (10 ديسمبر 1815 - 27 نوفمبر 1852) كاتبة وعالمة رياضيات إنكليزية، اشتهرت بشكل رئيسي في عملها على المحرك التحليلي وهو مقترح لحاسوب ميكانيكي للأغراض العامة صممه تشارلز بابيج. كانت أول من أدرك بأن للآلة تطبيقات تتجاوز مجرد الحساب، ونشرت أول خوارزمية يمكن أن تقوم بها هذه الآلة. ولذلك تعتبر أول من عرف الإمكانيات الكاملة لـ«الآلة الحاسبة» وأول مبرمجة حاسوب.
تعتبر آدا الابنة الشرعية الوحيدة للشاعر اللورد بايرون وزوجته آن إيزابيلا "أنابيلا" ميلبانكي، سيدة وينتورث. فقد ولد جميع أبناء اللورد بايرون الآخرين خارج إطار الزواج من نساء أخريات. انفصل بايرون عن زوجته بعد شهر من ولادة آدا وغادر إنجلترا إلى الأبد بعد أربعة أشهر. أحيا ذكرى هذا الفراق في قصيدة مطلعها: «أوجهك مثل وجه أمك يا طفلتي الجميلة! يا آدا! يا ابنة بيتي وقلبي الوحيدة؟». مات مريضاً في حرب الاستقلال اليونانية عندما كانت آدا في الثامنة من عمرها. ظلت والدتها مريرة وشجعت اهتمام آدا بالرياضيات والمنطق في محاولة لمنعها من أن تصاب بجنون والدها المتصوَّر. رغم ذلك، ظلت آدا مهتمة ببايرون، ودفنت إلى جواره عند وفاتها بناءًا على طلبها. غالباً ما كانت مريضة في طفولتها. تزوجت آدا من وليام كنغ في عام 1835، الذي تم تعيينه إيرل لفليس في عام 1838، وبذلك أصبحت آدا كونتيسة لفليس.
مكنتها مآثرها التعليمية والاجتماعية من الاتصال بعلماء من أمثال أندرو كروس، وسير ديفيد بروستر، وتشارلز ويتستون، ومايكل فاراداي، والكاتب تشارلز ديكنز، وهي علاقات استفادت منها لتعزيز تعليمها. وصفت آدا منهجها بأنه «علم شاعري» ونفسها بـ«المحلل (والميتافيزيقية)».
في سن المراهقة، قادتها مواهبها الرياضية إلى علاقة عمل طويلة وصداقة مع عالم الرياضيات البريطاني تشارلز باباج، المعروف أيضًا بـ«أبي الحاسوب»، وقد عمل باباج بشكل خاص على المحرك التحليلي. التقته آدا لأول مرة في يونيو 1833، من خلال صديقتهما المشتركة ومعلمتها الخاصة ماري سمرفيل.
بين عامي 1842 و 1843، ترجمت آدا مقالاً للمهندس العسكري الإيطالي لويجي مينابريا عن المحرك، مضيفةً إليه مجموعة من الملاحظات التفصيلية. احتوت هذه الملاحظات على ما يعتبره الكثيرون أول برنامج حاسوب - أي خوارزمية مصممة ليتم تنفيذها بواسطة جهاز. تُعد ملاحظات آدا مهمة في التاريخ المبكر لأجهزة الحاسب. كما طورت رؤيا لقدرات الحواسيب على تجاوز مجرد الحساب أو المعادلات المعقدة، في حين ركز الكثيرون من العلماء غيرها بمن فيهم باباج فقط على تلك القدرات. دفعتها عقلية «العلم الشاعري» إلى طرح أسئلة حول المحرك التحليلي (كما هو موضح في ملاحظاتها) من خلال فحص كيفية ارتباط الأفراد والمجتمع بالتكنولوجيا بصفتها أداةً تعاونية.
توفيت بسرطان الرحم في عام 1852 عن عمر يناهز السادسة والثلاثين.

## سيرة حياتها

### طفولتها

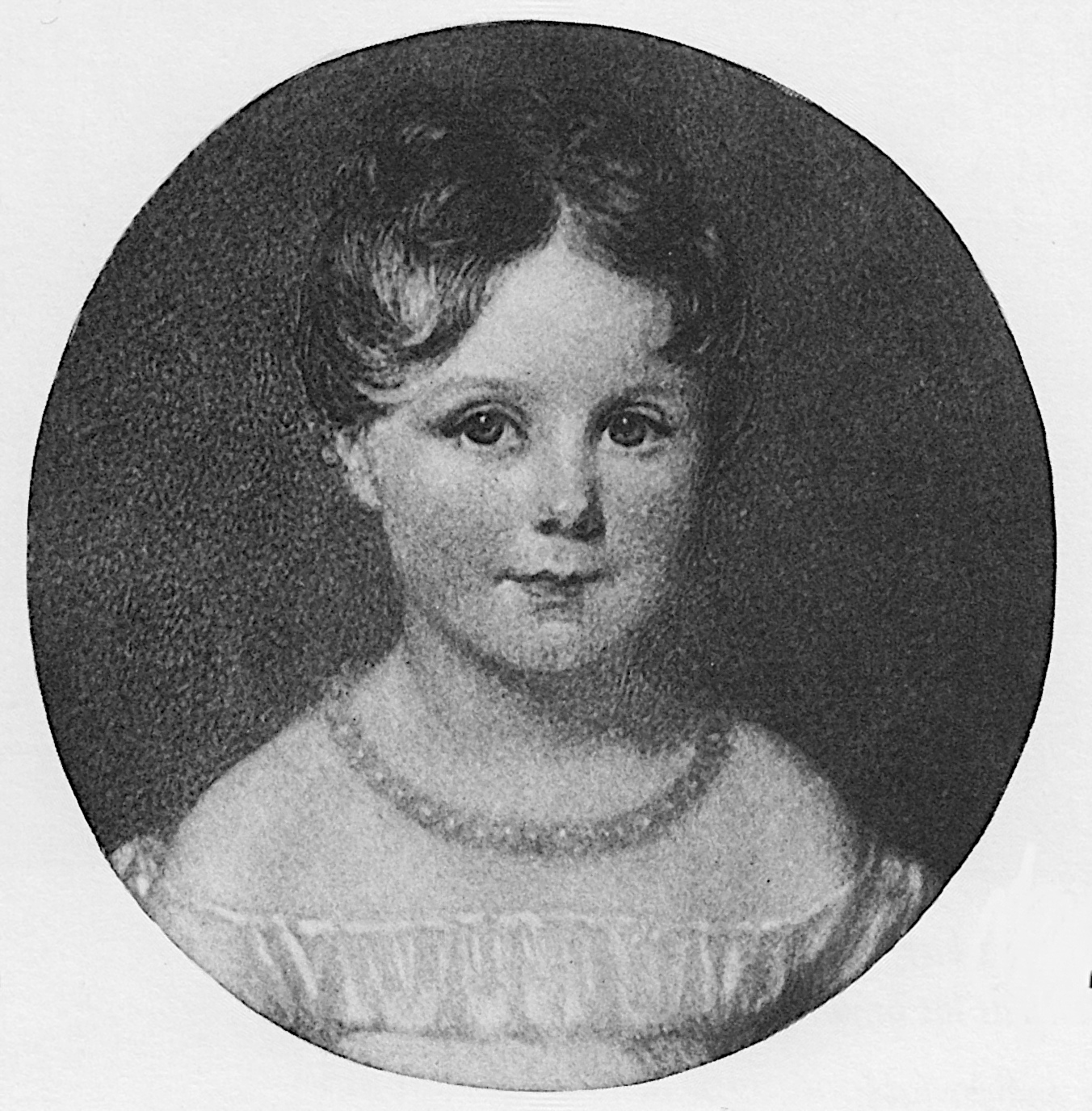
آدا، بعمر أربع سنوات

ولدت البارونة آدا أوغستا في 10 كانون الثاني عام 1815، وهي ابنة الشاعر البايرون جورج غوردن وزوجته البارونة آن «آنابيلا» أيزابيلا ميلبانك باروناس.
حملت ولادة آدا بعضاً من خيبة الأمل لآل بيرون ومن حولهم فقد كان من المتوقع أن تكون الصبي المرتقب آدا بيرون. ورغم ذلك فقد سميت أوغست لي نسبة لأخت بيرون غير الشقيقة وأطلق بايرون عليها لقب آدا بنفسه.
وفي عمر الرابعة توجّهَت أنابيلا في 16 يناير/كانون الثّاني سنة 1816، إلى بيت أبويها في كريكبي مالوري استجابة لوصيةِ بايرون واصطحبت معها آدا وهي بعمر الشهر. وعلى الرغم من أن القانون الإنكليزي يُعطي حق الوصاية الكاملة للآباءَ في حالاتِ الطلاق إلا أن بيرون لم يحاول طلب الحضانة لطفلته. بل اكتفى بتتبع أحوال ابنته عن طريق أخته. وفي 21 نيسان، وقع بايرون صك الانفصال، وبعد بضعة أيام غادر إنكلترا نهائيا.
الطلاق المرير بين والدي آدا والادعاءات الأخلاقية على بيرون  التي كان على والدتها أنابيلا مواجهتها زادت شهرة آدا في المجتمع الفيكتوري.
لم يكن هناك أي تواصل بين بيرون وابنته وتوفي سنة 1824 عندما كانت بعمر التاسعة، وكانت أمها هي الشخصية الوحيدة المهمة في حياتها حتى أنها لم تستطع النظر إلى صورة والدها حتى عامها العاشر.
وفي عام 1856 أصبحت أمها بارونةَ وينتورث. كما لم يكن لدى والدة آدا انابيلا علاقة وثيقة مع ابنتها وهي صغيرة، وغالبا ما كانت تترك طفلتها في رعاية جدتها جوديث ميلبانك التي اعتادت عليها ولكن في ذلك الوقت كان المجتمع يفضل الزوج على الزوجة في حالة الانفصال. لذلك كان الاهتمام بالطفلة نوعا من التخفيف (من نظرة المجتمع للزوجة)، وقدمت نفسها بصفتها والدة محبة إلى باقي المجتمع، وشمل ذلك كتابة الرسائل لوالدتها (جدة آدا) مهمومة برعاية آدا، ومكتوب على ظرف الرسائل للاحتفاظ بالرسائل فقد تحتاج لاستخدامها لاثبات عطفها الأمومي.
ولكن في إحدى هذه الرسائل إلى جوديث (جدة آنا)، استخدمت والدة آدا ضمير يستخدم لغير العاقل “it”
“I talk to it for your satisfaction, not my own, and shall be very glad when you have it under your own.
أنا أتحدث إليها من أجل رضاكِ، وليس رضاي، وسأكون سعيدة عندما تصبح تحت رعايتك.
وفي أيام مراهقتها، رآها كثير من أصدقاء أمها المقربين ولاحظوا علامات الانحراف الأخلاقي فأطلقت آدا عليهم «الغاضبون»، وفيما بعد اشتكت أن لديهم مبالغة وقصص مخترعة عنها.
آدا كانت غالبا مريضة ويرجع تاريخ مرضها إلى طفولتها المبكرة، ففي عمر الثمانية عانت من صداع حجب عنها الرؤية. وفي حزيران 1829 كانت مشلولة بعد نوبة من الحصبة اضطرتها لترتاح في السرير لمدة سنة، وهذا قد يكون تمديدا لمدة الإعاقة. في 1831 كانت قادرة على المشي بواساطة عكازات.
واصلت آدا تعليمها خلال مرضها، وكان هوس والدتها إزالة الجنون التي اتهم به اللورد بايرون وذلك كان واحدا من الأسباب التي جعلها تُدرس ابنتها الرياضيات في سن مبكرة. أخذت آدا دروساً خاصة في الرياضيات والعلوم، وكان أساتذتها ويليام فريند وويليام كينغ وماري سوميرفيل.
كان أحد معلميها في مراحل تعليمها المتأخرة عالم الرياضيات والمنطق أغسطس دي مورجان. من عام 1832، أي عند بلوغها السابعة عشر من عمرها، بدأت قدراتها الرياضية في الظهور. حيث سيطر اهتمامها في الرياضيات على غالبية حياتها في مرحلة البلوغ. وفي رسالة إلى السيدة بايرون: اقترح دي مورجان أن مهارات ابنتها (آدا) في مجال الرياضيات يمكن أن يقود آدا لتكون «محققا رياضيا أو ربما شخصا رفيع المقام في هذا المجال».
في بدايات عام 1833 م، كانت آدا في علاقة غرامية مع أحد معلميها، وبعد ملاحظة هذا من قبل من حولها حاولت آدا الهروب معه ولكن بعد أن تعرف بعض أقارب المعلم عليها، اتصلو بوالدتها وقد تم تغطية الحادث من قبل أنابيلا وصديقاتها لتفادي الفضيحة.
لم تلتق آدا بأختها الغير شقيقة، أليجر بايرون، ابنة اللورد بايرون وكلير كليرمون، والتي توفيت عام 1822 في عمر الخامسة. على الرغم من ذلك كان لديها بعض الاتصالات مع ماليزابيث ميدورا لي، ابنة أختها غير الشقيقة أوغستا لي. من ناحية أخرى كانت أوغستا لي تتفادي مقابلة آدا عمدا قدر الإمكان عندما قدمت آدا في المحكمة.

## فترة الرشد
طورت آدا علاقة قوية مع ماري سوميرفيل (مدرستها)، وهي باحثة مشهورة ومؤلفة علمية في القرن التاسع عشر، والتي بدورها قدمتها إلى تشارلس باباج في الخامس من حزيران عام 1833. كانت آدا تمتلك احتراما كبيرا وتأثيرا على سوميرفيل، وكلا من المعلمة والطالبة اهتمتا بالبقاء منسجمتين لعدة سنين. من معارفها أيضاً كان آندرو كروس والسيد ديفيد بريويستر وتشارلز ويستون وتشارلز ديكنس وفورتيوناتو براندي وميشيل فراداي.
كانت مهتمة بقوة بالتطور العلمي وبدع اليوم من علوم فراسة الدماغ والتنويم المغناطيسي. حتى بعد عملها المشهور مع باباج، أكملت آدا العمل على مشاريع أخرى.
في عام 1844 أخبرت صديقها ورونزو غريغ عن رغبتها في إنشاء نموذج رياضياتي عن كيفية عمل الدماغ في إرسال الأفكار والدفعات العصبية وتحويلها إلى مشاعر (حسب النظام العصبي).
على الرغم من أنها لم تتمكن من تحقيق ذلك مطلقا إلا أن ذلك قد أدي بها إلى انهماك طويل الأمد عن جنونها المحتمل والذي قد ورثته عن أمها. وكجزء من بحثها ضمن هذا الموضوع، زارت المهندس الكهربائي أندرو كروس في عام 1844 لتتعلم كيف تجري التجارب الكهربائية.
في نفس العام كتبت مذكرة بواسطة البارون كارل فون ريشينباخ بعنوان «أبحاث عن المغناطيسية»، ولكنها لم تنشر ولم يبد أنها لاقت تطورا عما كتبته في مذكرتها الأولى.
في 1851، العام الأخير قبل صدمتها بالسرطان، كتبت إلى أمها ذكرى «منتجات محددة» كانت تقرأ آنذاك عن العلاقة بين الرياضيات والموسيقى.
في العام 1834 أصبحت آدا تنتظم الحضور في المحكمة وحضور الفعاليات المختلفة. رقصت وسحرت الناس ووصفت على أنها «لذيذة» إلا صديق والدها البايرون اللورد جون هوبهاوس فقد وصفها بأنها شابة ضخمة ذات بشرة خشنة ولديها تشابه في الخلقة مع صديقه وخصوصا الفم. هذا الوصف تلى اجتماعهم في 24 شباط عام 1834 وفيه أظهرت آدا كراهيتها لهوبهاوس، وربما يرجع ذلك إلى تأثير والدتها، التي قادتها إلى كره جميع أصدقاء والدها، ولكن لم تستمر هذا الكراهية طويلاً حيث أصبحوا لاحقا أصدقاء.
في الثامن من تموز سنة 1835، تزوجت من ويليام كينغ البايرون الثامن من عائلة كينغ "William King" وأصبحت البارونة، كان مكانُ إقامتهم في مقاطعة أوكهام "Ockham" في منطقة "Surrey"، وكان لديهم أيضاً منزلٌ في "Loch Torridon" ومنزلٌ آخر في لندن "London".
أمضوا شهر العسل في قصر ورثي في اشلي كومب بالقرب من بورلوك وير، سوميرسيت. القصر بني ككوخ للصيد في 1799 وحسنه كينغ «ويليام كينغ» للتحضير لشهر عسلهم. المكان الذي أصبح فيما بعد منتجعهم الصيفي كما تم تحسينه أكثر في تلك الفترة. تم بناء المنزل على هضبة صغيرة في غابة تطل على قناة بريستول وتحيط بها الحدائق المسيجة من الطراز الإيطالي.
وقد أنجبا ثلاثة أطفال، بيرون والذي ولد في 12 أيار عام 1836، وآنا إيزابيلا (وتدعى آنابيلا ولاحقاً الليدي آنا بلنت) ولدت في 22 أيلول عام 1837، وأيضاً رالف جوردان. بعد ولادة مباشرة أنابيلا، شهدت الليدي كينغ معاناةً ومرضاً طويلا، استغرق شهورا للعلاج.
في عام 1838 أصبح زوجها إيرل يلقب بـ«لوفلاس» وهكذا أصبح لقبها الرايت أونارابل الكونتيسة لوفلاس وذلك معظم فترة حياتها الزوجية. في عامي 1843-1844 كلفت أنابيلا (والدة آدا) بينيامين ويليام كاربنتر لتدريس أبناء آدا وكذلك مرشدا نفسيا لآدا.
وبسرعة وقع في حبها وشجعها على التعبير عن أي محبة مخيبة للأمل مدعيا بأن زواجه سيعني بأنه لن يتصرف أبدا بشكل غير لائق. وعندما بدا أن «كاربنتر» كان يحاول بدء علاقة عاطفية أنهتها آدا.
و في عام 1841 علمت آدا وميدورا أن لهما أخت غير شقيقة من والدهما تدعى أغاستا لي وفي 27 فبراير/شباطِ عام 1841 أخبرت آدا والدتها: أنا غير متفاجئة وقد أكدتي لي الشكوك المتراكمة عبر السنين لكن كان من غير اللائق أن أبوح لك بشكوكي.
لم تلق آدا اللوم على علاقة بايرون العابرة مع أوغاستا ولكنها لامت أوغاستا لي «أخشى أنها شريرة أكثر منه»، ولكن هذا لم يمنع أم آدا من محاولة تدمير صورة ابنة زوجها (أغاستا) عوضاً عن ذلك قادت ابنتها لمهاجمة صورة باريون بحدة أكبر.
في أربعينات القرن التاسع عشر ثارت الفضائح حول آدا: أولاً حول علاقتها المريحة مع الرجال الذين لم يكونوا أزواجها، مما أدى إلى شائعات في الشؤون الاجتماعية، وثانياً حبها للقمار والذي أدى إلى تشكيل نقابة لها مع أصدقائها الذكور ومحاولة طموحة لإنشاء نموذج رياضياتي لرهانات كبيرة ناجحة. هذا أدى لخطأ كارثي وتركها مدانة بآلاف الجنيهات في بلدها وجرى ابتزازها من قبل أحد النقابات وإجبارها على الاعتراف عن هذه الفوضى لزوجها.
وكان لها علاقة غامضة وربما غير شرعية مع أندرو ابن جون كروس بدأت من 1844 فصاعداً. عُرفت بعض الحقائق القاسية لأن كروس (والد العشيق) الذي دمر معظم مراسلاتهم بعد وفاتها كجزء من اتفاق شرعي لكن العلاقة كانت قوية بشكل كافي فتركت له فقط متاعاً (كجزء من الميراث) الذي تركه لها أباها. ذعرت آدا خلال مرضها الأخير من فكرة أن جون كروس سيبقى يزورها.
التقت آدا لوفليس واتفقت مع تشارلز باباج في مناسبات عديدة، منها اجتماعية، وفي علاقات باباج بين محرك الفروق Difference Engine والمحرك التحليلي Analytical Engine (هما آلة وحدة).
التقيا لأول مرة عن طريق صديقتهم المشتركة ماري سوميرفيل (معلمتها). وأصبحت آدا مبهورة بمحرك الفروق واستخدمت علاقتها مع سوميرفيل لزيارته في أي وقت تستطيع. وفي السنوات الأخيرة أصبحت مطلعة مع صديق باباج الإيطالي فورتيوناتو براندي على أعمال باباج (زميل الثوار).
باباج كان متأثراً بفكر ومهارة كتابة آدا ولقبها بـ«ساحرة الأرقام»، في 1843 كتب لها «انسي هذا العالم وكل مشاكله فإذا استطاع الدجالون الكُثر من الدخول في كل المجالات فإنهم لن يحلوا مكان ساحرة الأرقام».
خلال فترة تسعة أشهر في 1842-1843. ترجمت آدا مذكرات الرياضيات للإيطالي لويجي مينابريز على آلة باباج المقترحة حديثاً، المحرك التحليلي. وألحقت بالمقالة مجموعة من الملاحظات شرحت وظيفة المحرك التحليلي وقد كانت مهمة صعبة وحتى العلماء الآخرون لم يدركوا حقا مفهومها، وكان الإنشاء البريطاني غير مهتم بها، أما ملاحظات آدا فقد شرحت الفرق بين محرك الفروق والمحرك الأصلي. الملاحظات أطول من المذكرات نفسها وتتضمن G (القسم)، بالتفصيل الكامل، ونظرية لحساب متتالية من أرقام بيرنولي بواسطة المحرك التي جعلت المحرك التحليلي (الذي بني) يعمل بشكل صحيح. (أُكمل محرك باباج الأول بالكامل في لندن عام 2002).
بناء على هذا العمل أصبحت آدا مفيدة على نطاق واسع بالإضافة لكونها أول مبرمجة للحاسوب وتم اعتماد طريقتها على أنها أول برنامج حاسوب على مستوى العالم وتم تلقي عملها بشكل جيد في ذلك الوقت حتى أن مايكل فاراداي وصف نفسه بأنه من المعجبين بكتاباتها.
باباج وآدا سقطوا سقوطاً ثانوياً عندما انتشرت الأوراق. وعندما حاول باباج مغادرة بيانه الخاص (نقد لطريقة معالجة الحكومة لمحركه) باعتبارها مقدمة غير متوقعة، مما يعني أنها كتبت ذلك أيضاً.
Taylor’s Scientific Memoirs’ عندما قررت «أنه يجب توقيع البيان»، كتب باباج إلى آدا طالباً منها سحب الورقة وقتها علمت لأول مرة أنه سيتركها غير موقعة، فردت على الرسالة رافضة سحب الورقة.
Historian Benjamin Woolley has theorised that “his actions suggested he had so enthusiastically sought Ada’s involvement, and so happily indulged her… because of her ‘celebrated name’”. [48]
وقد كان للمؤرخ بنيامين ولي نظرية بأن «باباج سعى بحماس وسرور لتوريط آدا بسبب شهرتها».
و استمرا في التراسل. في 12 آب 1851، عندما كانت تحتضر من السرطان، كتبت آدا إليه طالبةً منه أن يكون منفّذ وصيّتها، مع أن هذه الرسالة لم تعطه السلطة القانونية اللازمة.
وكان معروفاً أن جزءاً من شرفة عائلة ورثي في مانور باسم «ممشى الفيلسوف» وذلك لأن له سمعة أن آدا وباباج قد مشيا لمناقشة مبادئ الرياضيات.

## وفاتها
توفيت آدا لوفلاس في سن السادسة والثلاثين، 27 تشرين الثاني 1852 من تفاقم سرطان الرحم وذلك حين أراق الأطباء دماءها
إذ استمر المرض لعدة أشهر، أكثر من الوقت الذي استغرقه انابيللا التي أمرت باستبعادها عن جميع الأصدقاء والمقربين أكثر من الوقت الذي ظنته أنابيلا.
كان لآدا تحول ديني تحت تأثير والدتها (بعد تحول مادي مسبق) وتم اقناعها بالتوبة عن سلوكها السابق وجعلت أنابيلا الوصية عليها منقذتها.
وفقدت الاتصال مع زوجها بعد أن اعترفت له بشيء ما في 30 آب مما سبب له التخلي عنها في فترة مرضها الأخيرة ويفترض أنها اعترفت له بالزنا.
دفنت، بناء على طلبها، إلى جانب والدها في كنيسة القديسة مريم المجدلية في هوكنال، نوتنغهام.

## أول برنامج للحاسوب
التوضيح موحى من صورة كالون التي أنشئت من أجل مبادرة آدا، والتي دعمت التكنولوجيا المفتوحة والمرأة
في 1842 شارلز باباج كان مدعوا لإلقاء ندوة في جامعة تورين عن محركه التحليلي. كتب لوجين مينابيرا، المهندس الإيطالي الشاب، ورئيس الوزراء المستقبلي لإيطاليا، في محاضرة باباج في فرنسا، وهذه النسخة نشرت بعد ذلك في المكتبة العالمية في جنيف في أب 1842
طلب باباج من آدا ترجمة ورقة مينابيرا كما طلب بعد ذلك أن تضيف الملاحظات التي أضافتها على الترجمة. أمضت آدا العديد من السنوات تقوم بذلك. هذه الملاحظات، والتي كانت أكثر اتساعا من أوراق مينابيرا، والتي نشرت بعد ذلك في مذكرات السيدات وفي مذكرة تايلور العلمية تحت اختصار “AAL”
في عام 1953، بعد أكثر من مئة سنة بعد وفاتها، نشرت ملاحظات آدا عن المحرك التحليلي لباباج وأصبح المحرك الآن معترفا به ليكون نموذجا أوليا لجهاز حاسوب حيث أن ملاحظات آدا كانت تمثل وصفا للحاسوب والبرامج.
ملاحظاتها كانت مرتبة حسب الترتيب الأبجدي من A إلى G. وفي الملاحظة G، وصفت آدا خوارزمية المحرك التحليلي لحساب أعداد برنولي. تعتبر الخوارزمية الأولى تحديدا مصممة خصيصا لتنفذ على جهاز الحاسوب، ولهذا السبب غالبا ما تدعى آدا بأنها مبرمجة الحاسوب الأولى. ومع ذلك لم يتم إكمال المحرك أثناء حياة آدا لافليس.
على الرغم من أنه غالبا ما يشار إلى آدا لوفليبس ربيلر بمبرمجة الحاسوب الأولى، لكن هناك خلاف حول حجم مساهماتها، وعما إذا كانت تستحق أن تلقب بالمبرمجة
كتب ألن بروميلي في 1990 مقالة«محركات الفرق والتحليل» ولكن أحد البرامج المذكورة في مذكراتها قد أعد لها من قبل باباج منذ ثلاث إلى سبع سنوات قبل ذلك.
أُعِدّ الاستثناء لها من قبل باباج على الرغم من أنها اكتشفت «علة» في ذلك. ليس هذا فقط فلم يكن هنالك دليل بأن آدا أعدت في أي وقت مضى برنامجا للمحرك التحليلي لكن مراسلاتها مع باباج أظهرت أنها لم تكن تمتلك المعرفة للقيام بذلك.
أو الترجمة (غياب الدليل لا ينفي أن آدا لم تعد برنامج للمحرك التحليلي حتى أن مراسلاتها مع باباج أظهرت)
كتب الأمين والمؤلف دورون سوادي في كتابه 2001 محرك الفروق، «الخوارزميات الأولى أو عمليات تدريجية يفضي إلى حل -- ما كنا ندرك الآن أنا باسم» برنامج«، على الرغم من عدم استخدام كلمة أو التي صدرت لها من قبل باباج ونشرت بالتأكيد تحت اسمها. ولكن تم الانتهاء من العمل من قبل باباج في وقت سابق من ذلك بكثير»،

## المنشورات

### تاريخ النشر
تم العثور على ست نسخ من الطبعة الأولى لعام 1843 من رسم المحرك التحليلي مع «ملاحظات» آدا لوفليس. توجد ثلاث نسخ في جامعة هارفارد، وواحدة في جامعة أوكلاهوما، وواحدة في أكاديمية القوات الجوية الأمريكية. في 20 يوليو 2018، بيعت النسخة السادسة في مزاد لمشترٍ مجهول مقابل 95،000 جنيه إسترليني. تتوفر نسخة رقمية طبق الأصل من إحدى النسخ في مكتبة جامعة هارفارد عبر الإنترنت.
في ديسمبر 2016، قام مارتن شكريلي بمصادرة رسالة كتبتها آدا لوفليس إلى دائرة ولاية نيويورك للضرائب والمالية بسبب الضرائب غير المدفوعة المستحقة على شكريلي.

## وصلات خارجية
- آدا لوفلايس على موقع الموسوعة البريطانية (الإنجليزية)
- آدا لوفلايس على موقع الموسوعة البريطانية (الإنجليزية)
- آدا لوفلايس على موقع إن إن دي بي (الإنجليزية)